# Winchester (Virginie)
Pour les articles homonymes, voir Winchester.
Winchester est une ville indépendante située dans l'État de Virginie, aux États-Unis.
Lors du recensement de 2010, la ville avait une population de 26 203 habitants. Winchester est le siège du comté de Frederick et la principale ville de la région métropolitaine (« Metropolitan Statistical Area ») de Virginie-Occidentale, subdivision de la région combinée (« Combined Metropolitan Statistical Area ») de Washington-Baltimore. Winchester est le siège de l'université de Shenandoah (en).

## Histoire

### Histoire des peuples amérindiens
Aux alentours de l'an 1000 la population autochtone incluait les peuples amérindiens Cacapon, Opequon, Shawnee et Tuscarora. Au Moyen Âge, la grande vallée traversant la chaîne des Appalaches du nord au sud faisait probablement de la région de Winchester une zone d'affrontement entre tribus, des groupes Catawba, Cherokee, Delaware, Iroquois, et Shawnee maraudant dans les plaines à la recherche de territoires de chasse. Les Andastes (en anglais : « Susquehannock ») furent la première tribu à exercer un véritable contrôle de la vallée, ils en furent chassés par les Iroquois aux alentours de l'an 1600. Il est supposé[évasif] que ceux-ci autorisèrent les Shawnee à établir des campements à Shawnee Springs à partir de 1694 environ, et jusqu'au milieu des années 1700, époque de l'arrivée des premiers colons appartenant au mouvement quaker. Le père de Cornstalk, chef historique du peuple Shawnee, était établi dans la région.

### L'exploration de la région
Des expéditions de jésuites français parcoururent la vallée dès 1606, Samuel de Champlain fut alors en mesure de dresser une carte sommaire de la région en 1632. La première expédition poussée du nord de la vallée fut menée par l'explorateur John Lederer. L'exploration et la cartographie furent poursuivies de manière plus minutieuse par l'exploratrice suisse Louise Michel en 1705, puis par Alexander Spotswood, Lieutenant Governor du Commonwealth de Virginie, en 1716.
À la fin des années 1720, le Lieutenant Governor William Gooch (en) encouragea l'établissement de colons, ce qui provoqua un afflux de pionniers d'origine allemande et irlandaise arrivant depuis la Pennsylvanie et l’État de New York.

### L'établissement des colons
L'établissement de colons débuta dès 1729, lorsque des quakers tel Abraham Hollingsworth remontèrent la vallée le long des pistes indiennes depuis la Pennsylvanie et s'établirent sur d'anciens campements Shawnee.
Il semble que le premier colon d'origine allemande fut Jost Hite. Établi en 1732, il amena dix autres familles dont certaines d'origine irlandaise. La colonie était de confession anglicane, mais William Gooch menait une politique tolérante à l'égard des autres religions. La région de Winchester abrita donc des communautés quakers, presbytériennes, luthériennes et anglicanes figurant parmi les plus anciennes de la vallée.

### La fondation de Winchester

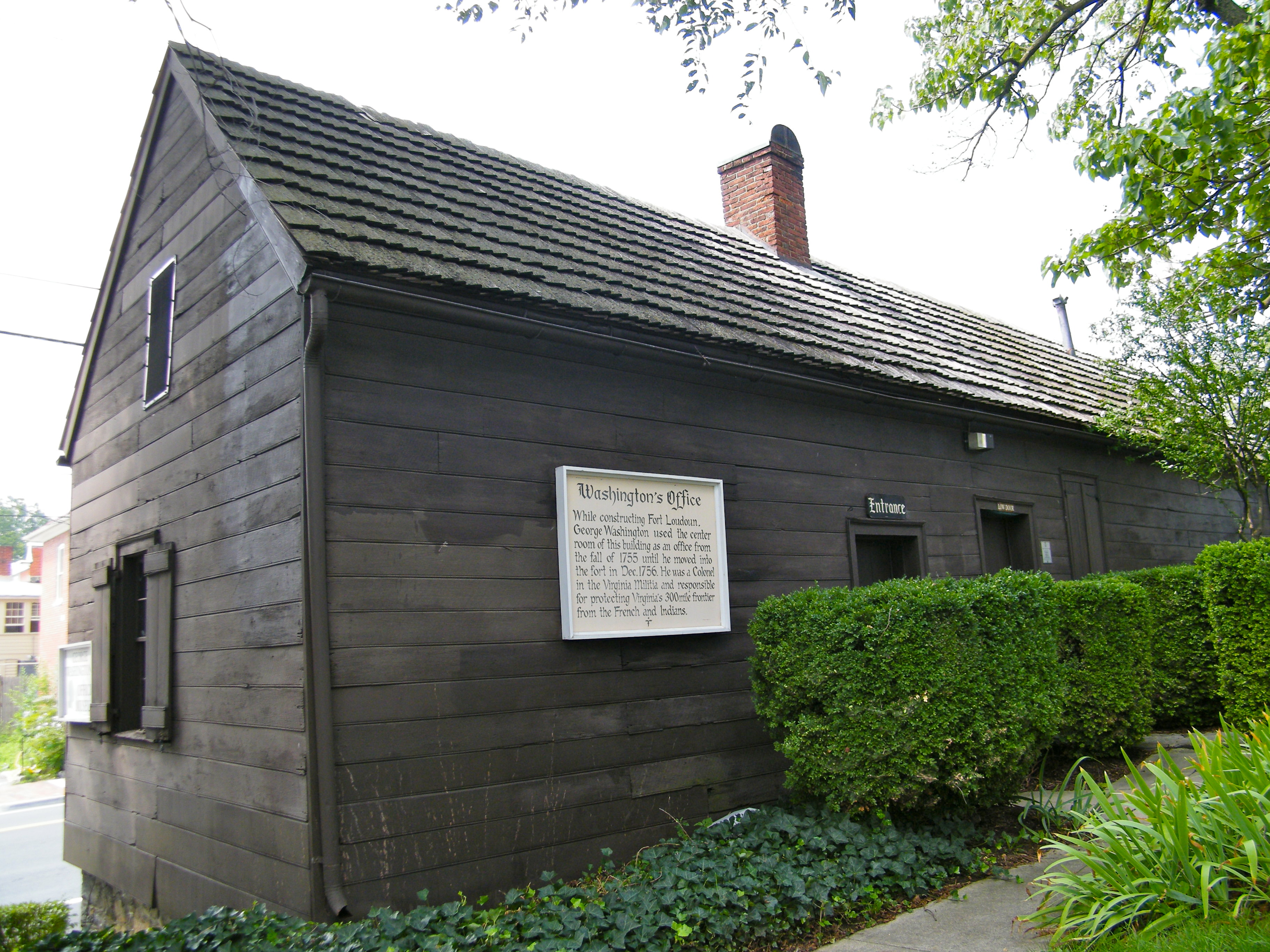
Le quartier général de George Washington à Winchester, de 1755 à décembre 1756.

Dès 1738, ces établissements furent connus sous le nom de Frederick Town, ce qui en fit la commune la plus ancienne établie à l'ouest de la chaîne des Appalaches. Le comté d'Orange fut ensuite scindé en deux pour créer le comté de Frederick, et le premier gouvernement local fut établi. Après la défaite d'Edward Braddock, le Colonel George Washington installa temporairement son quartier général à Winchester et y fit construire le Fort Loudoun. C'était une des plus imposantes fortifications de la région, elle a été construite dans le style des forts français et britanniques et fut le centre de commandement des milices de la Virginie.

## Géographie
Winchester est située dans la vallée de Shenandoah, dans l'ouest de l'État de Virginie, entre les Blue Ridge Mountains et la chaîne des Appalaches. Selon le bureau du recensement des États-Unis, la ville a une surface de 24,2 km2 (9,3 milles2), sa surface étant entièrement constituée de terres émergées.

## Démographie
En 2006, la population de Winchester était estimée à 25 265 habitants. Lors du 22e recensement des États-Unis effectué en 2000, la ville avait une population de 23 585 habitants et comptait 10 001 ménages. La densité de population était en moyenne de 2 620,6 habitants par mille carré.

## Personnalités
- Richard Byrd (1888-1957), officier, aviateur et explorateur polaire, est né à Winchester.
- Helen H. Gardener (1853-1925) auteure et féministe américaine
- David Arquette, acteur, catcheur et clown américain